# Hugo van Toscane
Hugo van Toscane (circa 953 - Pistoia, 21 december 1001) was van 970 tot aan zijn dood markgraaf van Toscane.

## Levensloop
Hugo was een zoon van hertog Humbert van Spoleto, tevens markgraaf van Toscane en een buitenechtelijke zoon van koning Hugo van Italië, uit diens huwelijk met Willa, dochter van markgraaf Bonifatius van Camerino. In 970 volgde hij zijn vader op als markgraaf van Toscane en hertog van Spoleto.
Hij was een trouwe aanhanger van keizer Otto III van het Heilige Roomse Rijk. Die schonk hem een stuk grond in Ingelheim, waar hij een villa kon bouwen voor hofdagen van de keizer. In opdracht van Otto leidde Hugo een veldtocht tegen Capua en ook steunde hij de poging van de paus om zich te bevrijden van de Romeinse adel.
Hugo zou tijdens zijn leven vijf of zes kloosters hebben opgericht, het is evenwel niet duidelijk welke kloosters dit waren. Ook ontstonden er in zijn regeerperiode een aantal nieuwe kloostergemeenschappen. Voor zijn zielenheil deed hij tevens een grote schenking aan de Abdij van San Michele di Marturi.
De ongehuwd en kinderloos gebleven Hugo stierf in 1001. Na zijn dood ging het markgraafschap Toscane naar Bonifatius van Canossa.